# Santiago Raymonda
Santiago Raymonda war ein uruguayischer Fußballspieler.

## Verein
Der Linksaußen Raymonda spielte mindestens 1910 für den montevideanischen Verein River Plate in der Primera División. In jenem Jahr feierte seine Mannschaft den Gewinn der uruguayischen Meisterschaft.

## Nationalmannschaft
Raymonda war auch Mitglied der uruguayischen A-Nationalmannschaft. Insgesamt absolvierte er von seinem Debüt am 19. September 1909 bis zu seinem letzten Spiel für die Celeste am 12. Juni 1910 vier Länderspiele. Dabei erzielte er zwei Treffer.
Raymonda nahm mit der Nationalelf an der auch als Copa Centenario Revolución de Mayo bezeichneten Südamerikameisterschaft 1910 teil. In beiden Partien gegen die chilenische und die argentinische Auswahl kam er zum Einsatz.
Überdies wirkte er mit der heimischen Nationalelf auch bei der Copa Gran Premio de Honor Argentino 1909 und der Copa Newton 1909 mit.

## Erfolge
- Uruguayischer Meister (1910)